# Montliard
Montliard é uma comuna francesa na região administrativa do Centro, no departamento Loiret. Estende-se por uma área de 9,24 km². Em 2010 a comuna tinha 241 habitantes (densidade: 26,1 hab./km²).